# Крус, Норма
Норма Анхелика Крус Кордова (исп. Norma Angélica Cruz Córdova) — гватемальская правозащитница, известная своей работой по документированию насилия в отношении женщин.

## Деятельность
Родилась в бедной семье, связанной с революционными движениями; сама присоединилась к партизанам ещё в 12-летнем возрасте. Она была связана с Партизанской армией бедняков на протяжении 20 лет, пока окончательно не вернулась к гражданской жизни в 1999 году, после подписания мира.
Также была связана с теологией освобождения (через участие с подростковых лет в католической общине Служанок Святого Сердца Иисуса в Кампуре, Альта Верапас) и студенческим движением (в 1977—1980 годах руководила студенческими ассоциациями Института Марии Луисы Самайоа Ланусы).
В 1982 году отправилась в изгнание в сандинистскую Никарагуа, где участвовала в создании Координационного центра им. Монсенора Ромеро по Центральной Америке, и вернулась на родину пять лет спустя. С 1988 по 1993 год она была соучредителем и членом совета Управления различных служб Конференции религиозных деятелей Гватемалы.
В 1991 году возглавила Ассоциацию образования и развития. С 1994 по 2004 год она была советником Группы по поселениям Гватемалы и Фронта жителей Гватемалы. В 1996 году она также основала Дом услуг по правам человека, земельным и трудовым правам.
После того, как её собственная дочь подверглась в 1999 году изнасилованию своим отчимом, бывшим повстанцем Арнольдо Норьегой, Норма Крус вела борьбу за осуждение насильника и в итоге сконцентрировалась на правозащитной деятельности по правам женщин.
Её работа по защите прав человека в Гватемале включает в себя руководство женской правозащитной организацией Фонд выживших (Fundación Sobrevivientes) с момента её открытия 3 июля 1996 года. Этот фонд стремится оказывать «эмоциональную, социальную и юридическую поддержку сотням пострадавших женщин, ищущих справедливости и защиты». По данным Государственного департамента США, «только в 2007 году её фонд помог найти, привлечь к ответственности и осудить 30 человек, обвиняемых в убийстве женщин. Неправительственная организация управляет приютом для жертв — одним из немногих в стране — а также борется за защиту матерей, чьи дети украдены, как за первое звено в незаконной и прибыльной цепочке поставок для международного усыновления».
Весной 2011 года бостонский Американский репертуарный театр и Серж Танкян из группы System of a Down посвятили свою постановку «Прометей прикованный» Крус и семи другим активистам, заявив в программных примечаниях, что, «воспевая историю Прометея, Бога, бросившего вызов тирану Зевсу, дав человечеству огонь и искусство, эта постановка надеется дать голос тем, кого в настоящее время заставляют замолчать или подвергают опасности современные угнетатели».
С 2013 года и постепенно руководство фондом взяла на себя Клаудия Мария Эрнандес Крус, его дочь. В августе 2016 года Норма Крус объявила, что покидает руководство фондом из-за смешанной демиелинизирующей моторной нейропатии — заболевания, поражающего двигательную систему, которое вынуждает ее пользоваться ходунками или инвалидной коляской. 1

## Угрозы
С мая 2009 года Норме Крус неоднократно угрожали изнасилованием и убийством в текстовых сообщениях и по телефону; её семья также сообщала об угрозах. Хотя правительство Гватемалы предоставило ей защиту со стороны полиции, угрозы продолжались, в результате чего Amnesty International в 2011 году назвала её работу «приоритетным делом». В марте 2011 года офисы её организации были повреждены коктейлем Молотова, хотя в результате нападения никто не пострадал.

## Награды
В 2009 году Государственный департамент США вручил Крус Международную женскую премию за отвагу, заявив, что Крус служила «вдохновением и символом мужества и надежды для женщин в Гватемале и женщин во всем мире, работающим для позитивных перемен». Она получила награду от госсекретаря США Хиллари Клинтон и первой леди Мишель Обамы.